# José Daniel Valencia
José Daniel Valencia (San Salvador de Jujuy, 3 de octubre de 1955) es un futbolista argentino retirado, que jugaba en la posición de mediocampista ofensivo. Fue campeón de la Copa Mundial de la FIFA 1978, disputada en su país natal. Con su selección nacional convirtió 5 goles en 41 partidos jugados.
Es recordado por ser uno de los mejores números 10 en la historia del fútbol argentino, siendo galardonado con ese premio por Clarín "Los 10 mejores 10".[cita requerida]
Actualmente es embajador de Talleres, club en el que es considerado una de las figuras históricas, representando al club en eventos institucionales y deportivos.

## Carrera
Valencia comenzó su carrera en Gimnasia y Esgrima de Jujuy, pero rápidamente fue transferido a Talleres de Córdoba, el club en el cual jugaría durante la mayor parte de su carrera futbolística y donde es considerado como un jugador emblemático de la historia del club.
En Talleres, Valencia fue la figura estelar de un equipo que fue reconocido a nivel nacional e internacional, logrando el primer subcampeonato del club en 1977, tras dos empates ante Independiente que condenarían al equipo cordobés al segundo puesto tras una excelente campaña, puesto que en ese entonces el gol de visitante tenía validez. Además de un exitoso paso futbolístico, Valencia es muy valorado por su sentido de pertenencia al club, siendo uno de los pocos jugadores que vistió la misma camiseta durante más de 12 años, con anécdotas memorables donde - por ejemplo - rechazaría una oferta del Real Madrid para poder seguir jugando en Talleres de Córdoba.
En el año 1986 pasó al fútbol ecuatoriano, más precisamente a LDU de Quito, donde jugó 26 partidos y marcó un gol, pero solo se quedó un semestre, luego volvió a Talleres para jugar dos temporadas más.
En 1988 abandonó Talleres para jugar en el Guaraní Antonio Franco de Misiones, después de una experiencia corta en este equipo, fue suplente en el Rosario Central para la segunda mitad del torneo en el año 1989. Emigró luego a Bolivia donde jugó para el Jorge Wilstermann y después para el San José. 
En el San José otra vez fue figura rutilante, llevando al equipo a ser finalista dos ocasiones, en el Clausura 1991 y en la temporada 1992. También tuvo la oportunidad de hacer su debut en la Copa Libertadores de América.
Se retiró del fútbol en 1993 a la edad de 37 años.
Posteriormente se desempeñó como entrenador del San José.

## Clubes
| Club                        | País      | Año       |
| --------------------------- | --------- | --------- |
| Gimnasia y Esgrima de Jujuy | Argentina | 1973      |
| Talleres de Córdoba         | Argentina | 1975-1985 |
| LDU de Quito                | Ecuador   | 1986      |
| Talleres de Córdoba         | Argentina | 1986-1988 |
| Guaraní Antonio Franco      | Argentina | 1988      |
| Rosario Central             | Argentina | 1989      |
| Jorge Wilstermann           | Bolivia   | 1990      |
| San José                    | Bolivia   | 1991-1993 |

## Selección nacional
En el año 1978 fue seleccionado para representar a Argentina en el mundial de Argentina 78, en la que jugó 4 partidos. Disputó la primera ronda como titular, sin embargo no jugó los últimos 3 partidos.
Valencia también fue seleccionado para jugar para Argentina en el mundial de España 82, pero los albicelestes tuvieron una campaña decepcionante, siendo eliminados en la segunda fase. Se retiró del fútbol internacional al finalizar en el torneo.

### Participaciones en Copas del Mundo
| Mundial                        | Sede      | Resultado    |
| ------------------------------ | --------- | ------------ |
| Copa Mundial de Fútbol de 1978 | Argentina | Campeón      |
| Copa Mundial de Fútbol de 1982 | España    | Segunda fase |

## Palmarés

### Campeonatos nacionales
| Título         | Club     | Sede    | Año  |
| -------------- | -------- | ------- | ---- |
| Copa Hermandad | Talleres | Córdoba | 1977 |

### Campeonatos internacionales
| Título                  | Selección | Sede         | Año  |
| ----------------------- | --------- | ------------ | ---- |
| Copa Mundial de la FIFA | Argentina | Buenos Aires | 1978 |